# バージェン航空301便墜落事故
バージェン航空301便墜落事故（バージェンこうくう301びんついらくじこ）は、1996年2月6日に発生した航空事故である。プエルト・プラタ発ガンダー、ベルリン経由のフランクフルト行きだったバージェン航空301便（ボーイング757-225）が、プエルト・プラタからの離陸直後に墜落し、乗員乗客189人全員が死亡した。

## 当日の301便

### 事故機

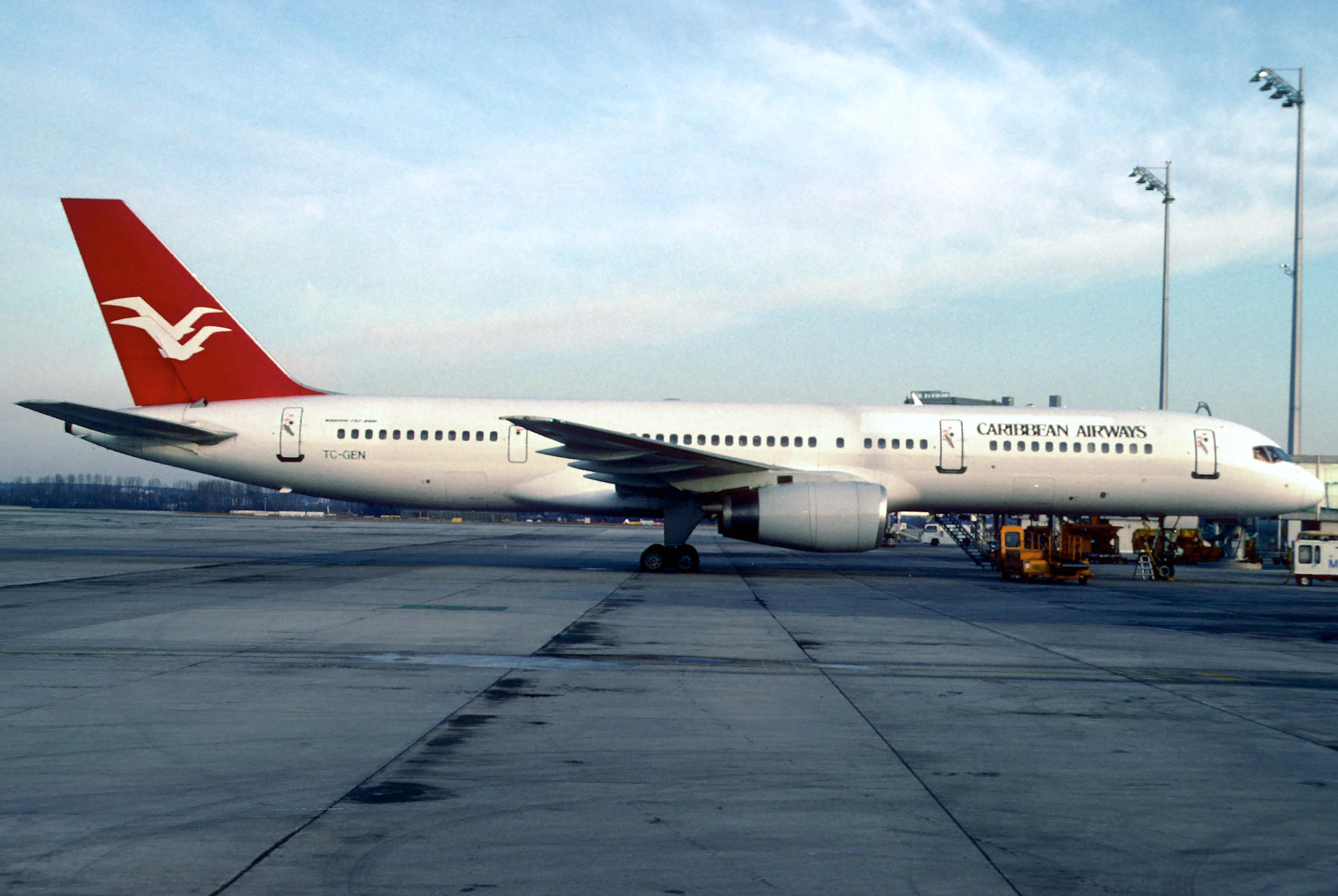
インターナショナル・カリビアン・エアウェイズへリースされていた頃の事故機、ロゴのみが変更されている

事故機のボーイング757-225（TC-GEN）は、2基のロールス・ロイス RB211-535E4を搭載しており、1985年2月にイースタン航空にN516EAとして納入された。1991年にイースタン航空が倒産し、1年以上の間モハーヴェ空港に留置されていた。1992年2月に、Aeronautics Leasingが事故機を購入し、同年5月からカナダの航空会社であるノリスエアにリースしていた。翌年にノリスエアが倒産し、1993年7月からバージェン航空にリースされた。バージェン航空は事故機を、インターナショナル・カリビアン・エアウェイズにサブリースしていた。
事故機は20日間の間、空港に駐機されていた。

### 航空会社
バージェン航空は、トルコのイスタンブールに本社を置くチャーター便の運航会社であった。一方のアラス・ナショナル航空は、ドミニカ共和国のプエルト・プラタに本社を置いており、ドミニカ共和国とドイツの間でチャーター便を運航していた。アラス・ナショナル航空は自社の機材を保有しておらず、バージェン航空がボーイング757とボーイング767をそれぞれ1機リースしていた。事故後、両社とも年内に運航を停止し、倒産した。

### 乗員乗客
- 乗員

乗員は11人のトルコ人と2人のドミニカ人で構成されていた。
- 操縦士[3]:04-08
  - 機長-62歳男性。24,750時間の飛行経験があった。
  - 副操縦士-34歳男性。3,500時間の飛行経験があった。
  - リリーフパイロット-51歳男性。15,000時間の飛行経験があった。
- 乗客[2][7][8]

| 国籍           | 乗客 | 乗員 | 合計 | 死者 |
| -------------- | ---- | ---- | ---- | ---- |
| ドイツ         | 167  | -    | 167  | 167  |
| ポーランド     | 9    | -    | 9    | 9    |
| トルコ         | -    | 11   | 11   | 11   |
| ドミニカ共和国 | -    | 2    | 2    | 2    |
| 計             | 176  | 13   | 189  | 189  |

## 事故の経緯
AST23時42分に301便は離陸滑走を開始したが、機長席側の対気速度計が異常な数値を表示していた。しかし機長は離陸滑走を継続し、機体は正常に離陸した。パイロット達は副操縦士側の対気速度計の数値も疑ったが、表示されていた数値は墜落まで正常であった:01。
4,700フィート (1,400 m)を上昇中に、機長席側の対気速度計が350ノット (650 km/h)を表示した。自動操縦は、機長席側の対気速度計を元にしていたため、速度が速すぎると判断し、速度を落とすため徐々に機首上げを行い始めた。副操縦士側の対気速度計は正しい数値である200ノット (370 km/h)を表示しており、減速していることも示していた。しかし、コックピットで速度超過警報が鳴り始めた:16。
自動操縦が限界に達し解除されたため、パイロットは手動で操縦することになった:18。機長は推力を落としたが、直後に失速警報装置が作動した。機長は直前まで高速で飛行しすぎているという警報を受けていたため、失速警報の作動でますます混乱した。副操縦士とリリーフパイロットは失速を理解しており、機長に失速を認識させようと「機首下げ（nose down.）」や「姿勢指示器（ADI.）」と発言している:19。
これに対して、機長は「上昇するな？何をすれば？（not climb? what am I to do?）」と言い、副操縦士は「水平にして、高度は充分です、高度維持を選択します（you may level off, altitude okay, I am selecting the altitude hold sir.）」と返答した。機長は推力を全開にすることで失速から回復させようとしたが、機首角度が高すぎたため、必要な空気量がエンジンに供給されず、左エンジンが停止した。一方、右エンジンは推力全開になったため、機体はスピン状態に陥った 。この時機長は、「何が起きてる、ああ、何が起きてるんだ（what's happening.oh,what's happening.）」と発しており、状況を理解できていないようだった。23時47分に対地接近警報装置が作動し、8秒後に機体は大西洋の海面に激突した。墜落により乗員13人と乗客176人全員が死亡した。

## 事故調査

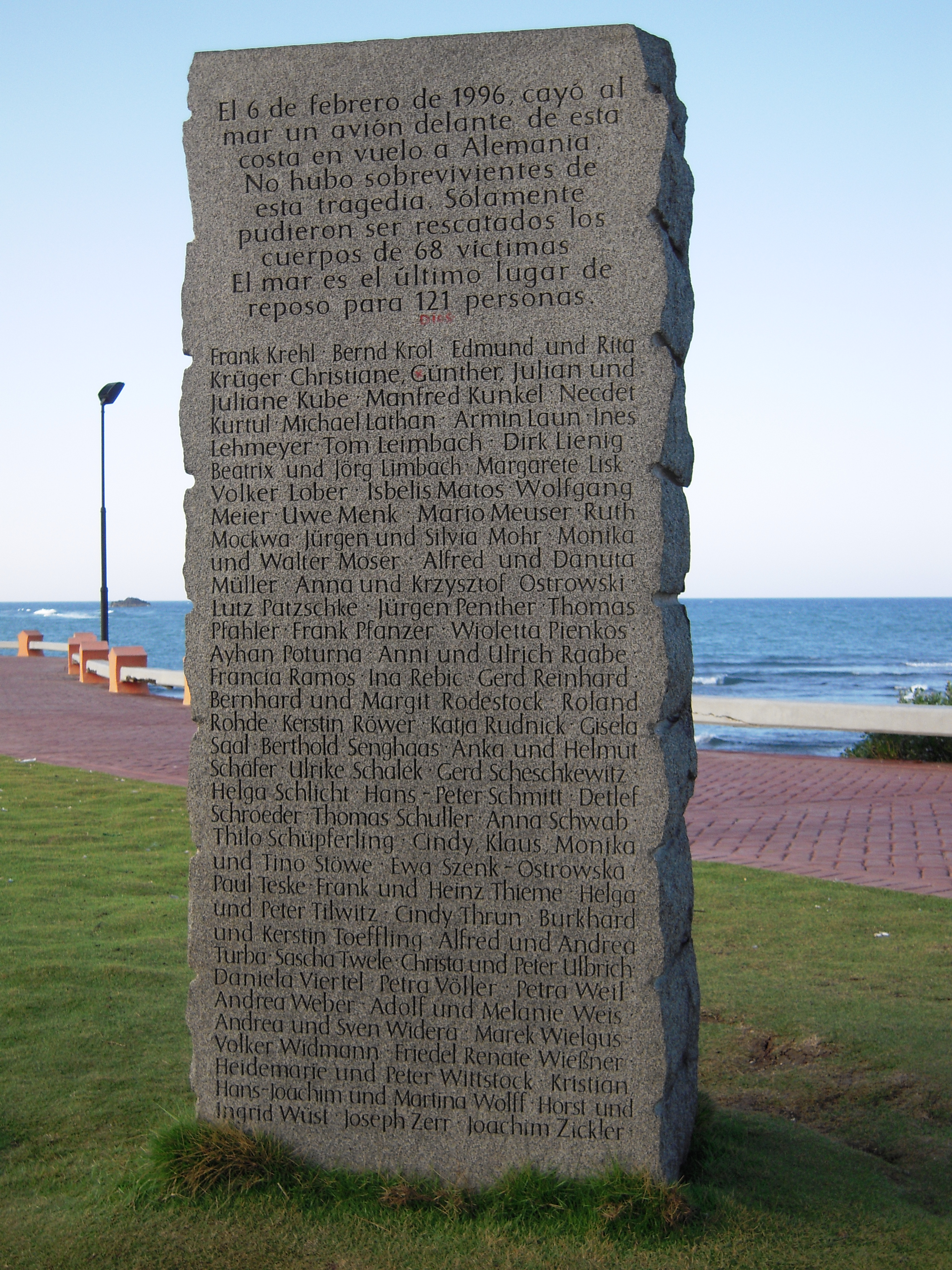
プエルト・プラタにある追悼碑

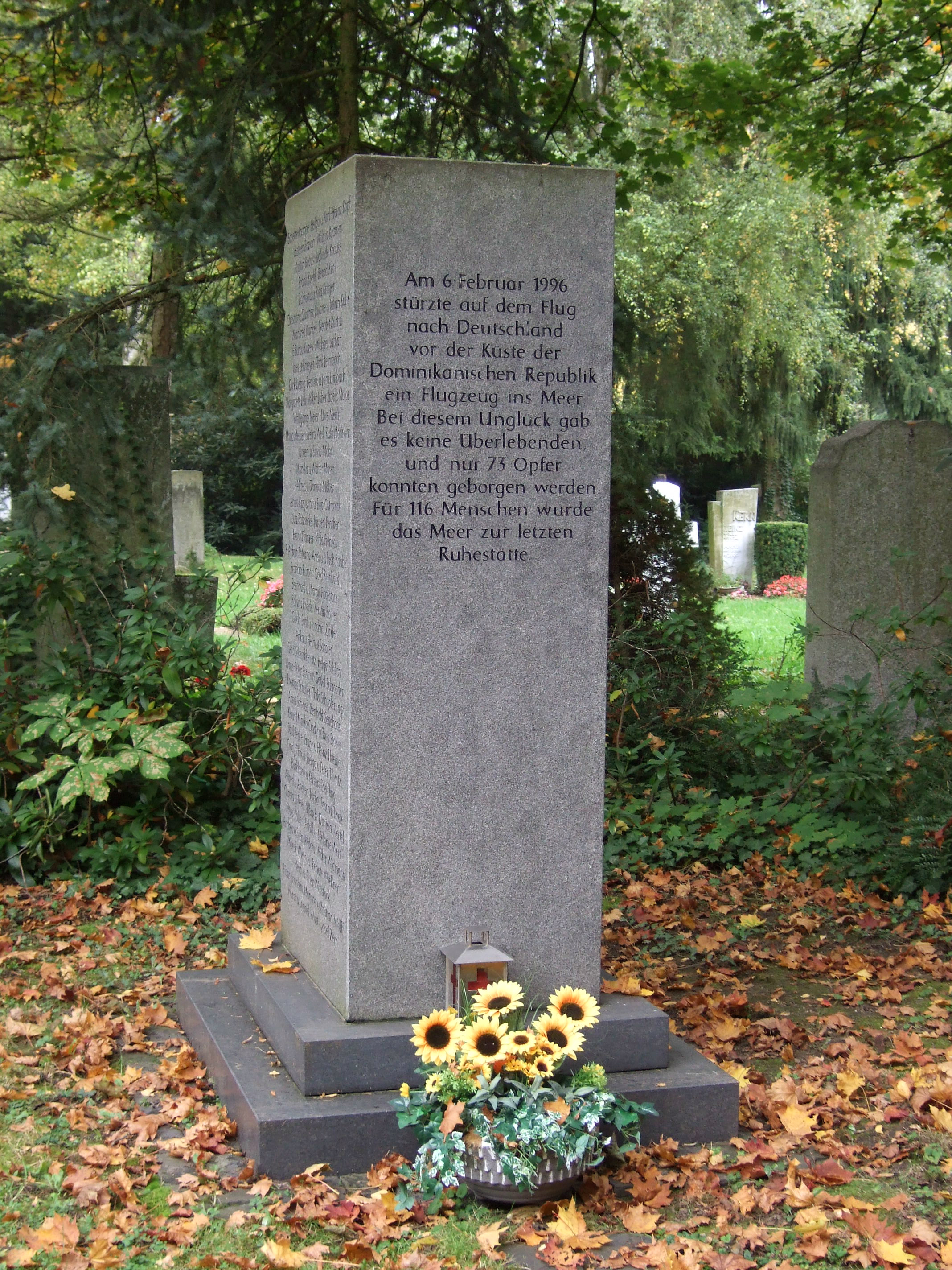
フランクフルトの墓地にある追悼碑

ドミニカ共和国の調査委員会（Dirección General de Aeronáutica Civil、DGAC）が調査を行い、原因として以下のことを発表した。
"パイロット達が、失速しスティックシェイカーが作動していることを認識せず、適切な回復操作を行わなかったため、機体のコントロールを失った"
調査委員会は機長席側のピトー管が何らかの原因によって閉塞されたため、異常な数値を表示したと推測したが、ピトー管が回収されなかったため、閉塞の原因は明らかできなかった。調査委員会はアナバチ科の一種(en)がピトー管内に巣を作ったという仮説が最も可能性が高いとしている。このハチは、ドミニカ共和国に生息しており、円筒形の構造物の中に巣を作る生態があった。最終報告書によれば、事故機は20日間空港に駐機されており、ピトー管にカバーは着いていたものの、巣を作るのには十分な時間があった:20。また、バージェン航空のCEOは最後の2日間はエンジンテストのためピトー管のカバーが外されていたと述べた。
報告書では、多くの要因があげられ、手順などの変更も指摘された。パイロットは離陸滑走中に対気速度計の異常に気づいたが、通常の手順であればこの時点で離陸を中断するべきだった。シミュレーションの結果、経験豊富なパイロットでも、ほぼ同時に速度超過警報と失速警報が作動するという矛盾した情報があると混乱することが確認された。連邦航空局はパイロットの訓練内容に、ピトー管の閉塞を想定したものを追加するよう勧告を出した。また、ボーイングに対して警報を改善するように勧告を出した。

## 事故後
301便の墜落後、バージェン航空は経営が悪化し、安全性に対する懸念も生じたことから同年10月に運航を停止し、倒産した。
また、301便の事故は2019年現在ドミニカ共和国内で発生した航空事故のうち最悪なものとなっている。

## 映像化
- メーデー!:航空機事故の真実と真相 第5シーズン第8話「THE PLANE THAT WOULDN'T TALK」
- サバイバル・イン・ザ・スカイ（英語版）第1話「Blaming the Pilot」
- 『1番だけが知っている』